# 长叶水毛茛
长叶水毛茛（学名：Batrachium kauffmanii）为毛茛科水毛茛属下的一个种。

## 扩展阅读
- 維基物種上的相關：长叶水毛茛